# Derolus camerunensis
Derolus camerunensis là một loài bọ cánh cứng trong họ Cerambycidae.